# Stuart Grimes
Stuart Brian Grimes (Aberdeen, 4 aprile 1974) è un ex rugbista a 15, allenatore di rugby a 15 e imprenditore britannico, seconda linea, internazionale per la Scozia, per la quale scese in campo in 71 incontri e che rappresentò in due edizioni della Coppa del Mondo; dopo il ritiro da giocatore, e una breve parentesi da allenatore, è divenuto imprenditore nel ramo fondiario.